# III Международный кинофестиваль «Зеркало» имени Андрея Тарковского
III Международный кинофестиваль «Зеркало» имени Андрея Тарковского — прошёл в Иваново с 25 по 31 мая 2009 года. За период фестиваля было показано 124 фильма, которые посмотрели около 18 тысяч зрителей в Иваново, Юрьевце, Кинешме, Плёсе и Шуе, состоялось 60 творческих встреч.

## Программы показов фестиваля
- Международный конкурс игрового кино
- Наше новое кино
- Панорама документальных фильмов «Рождение искусства»
- Ретроспектива Андрея Тарковского
- Ретроспектива Кшиштофа Занусси
- ВГИК — ЗЕРКАЛО ВРЕМЕНИ
- Программа фильмов к 85-летию киностудии «Мосфильм»
- Специальный показ
- Анимационная программа «Семейная мульткарусель»
- Веселые истории в журнале «Ералаш»

## Жюри
- Рустам Ибрагимбеков — председатель жюри, драматург, режиссёр, продюсер (Азербайджан — Россия)
- Марта Отте — директор Международного кинофестиваля в Тромсе (Норвегия)
- Питер Хеймс — историк кино, кинокритик (Великобритания)
- Лариса Садилова — режиссёр, сценарист, актриса (Россия)

## Победители
- Гран-при «За лучший игровой фильм» — «Полторы комнаты, или Сентиментальное путешествие на родину» (режиссёр Андрей Хржановский)
- Приз «За режиссуру» — «Томас», режиссёр и автор сценария Миика Соини
- Приз «За лучшую мужскую роль» — Эмир Хаджихафизбегович, фильм «Армин», режиссёр и автор сценария Оргиен Свиличич
- Приз «За лучшую женскую роль» — Элси де Брау, фильм «Между ними», режиссёр Майке де Йонг
- Приз «Зрительских симпатий» — «Подарок Сталину», режиссёр Павел Финн
- Приз гильдии киноведов и кинокритиков — «Полторы комнаты, или Сентиментальное путешествие на родину», режиссёр Андрей Хржановский
- Специальный диплом жюри — фильм «Мой лучший враг» за лучший сценарий, режиссёр Ли Юн-ки, сценарист Пак Ын-ен, Ли Юн-ки
- Специальный приз Оргкомитета фестиваля «За выдающийся вклад в киноискусство» — Кшиштоф Занусси
- Специальный приз официального информационного агентства кинофестиваля — агентства «Интерфакс» — «Зеркало души» (за объективное отражение действительности). Фильм «Эстрельита», режиссёр Метод Певец
- Специальный приз генерального партнера кинофестиваля Инвестторгбанка — «Полторы комнаты, или сентиментальное путешествие на Родину» (режиссёр Андрей Хржановский)